# Stuck with U
〈Stuck with U〉는 아리아나 그란데와 저스틴 비버의 노래이다. 2020년 5월 8일 발매된 자선 싱글이다. 빌보드 핫 100 1위와 영국 싱글 차트 4위를 한 곡이다.
제목과 발매시기에서 유추할 수 있듯, 코로나19 범유행으로 인한 전 세계적인 봉쇄 생활에서 영감을 받은 곡이다.